# Griffin Creek
Griffin Creek är ett vattendrag i Kanada.   Det ligger i provinsen Alberta, i den centrala delen av landet, 3 100 km väster om huvudstaden Ottawa.
I omgivningarna runt Griffin Creek växer i huvudsak blandskog. Trakten runt Griffin Creek är nära nog obefolkad, med mindre än två invånare per kvadratkilometer.